# Дірсеу
Дірсеу Жозе Гімараеш  (порт. Dirceu José Guimarães, більш відомий як Дірсеу (порт. Dirceu), нар. 15 червня 1952, Куритиба — пом. 15 вересня 1995, Ріо-де-Жанейро) — бразильський футболіст, що грав на позиції півзахисника. Вважався одним із найталановитіших і найсильніших бразильських футболістів своєї епохи.
З свою кар'єру гравця, яка тривала 27 років, грав у складі 17 клубів із шести країн — Бразилії («Корітіба», «Ботафогу», «Флуміненсе», «Васко да Гама», «Бангу»), Мексики («Америка» та «Атлетіко Юкатан»), Іспанії («Атлетіко»), Італії («Верона», «Наполі», «Асколі», «Комо», «Авелліно», «Еболітана», «Беневенто»), США («Маямі Шаркс») та Туреччини («Анкараспор»), що є одним із найбільших показників у світі серед футболістів його рівня. Виступав також у складі двох італійських футзальних клубів — «Болонья» та «Джампаолі» з Анкони. За схильність до частої зміни клубів в Італії отримав прізвисько «Циган» (італ. lo Zingaro). У Бразилії також отримав прізвиська «Мурашка» (порт. la formiga) за велетенську працелюбність і витривалість на футбольному полі, а також «Метелик» (порт. la farfalla). Тривалий час виступав також у національній збірній Бразилії, у тому числі на трьох чемпіонатах світу. У складі збірної був бронзовим призером та володар Бронзового м'яча чемпіонату світу 1978 року. На батьківщині став також триразовим переможцем чемпіонату штату Ріо-де-Жанейро та дворазовим переможцем чемпіонату штату Парана.

## Клубна кар'єра

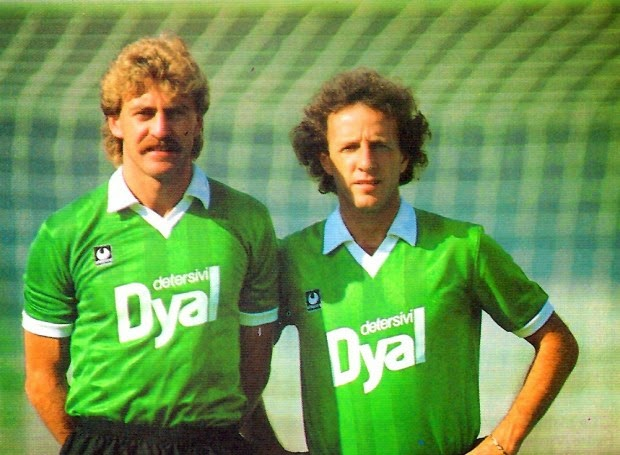
Дірсеу (праворуч) разом із Вальтером Шахнером під час виступів за «Авелліно».

Народився Дірсеу в Куритибі у 1952 році. Розпочав заняття футболом із 10 років. Його батько працював робітником на взуттєвій фабриці, і також грав у футбол на аматорському рівні на позиції захисника та постійно підтримував сина у заняттях футболом, аж до допомоги в організації турнірів з футболу серед дитячих команд. Мати Дірсеу була власницею бару в Куритибі, і він тривалий час допомагав їй у роботі. Дірсеу розпочав виступи за юнацьку команду «Корітіби» із 1965 року. У 1968 році молодого футболіста запросили до першої команди, і клуб тривалий час не виплачував йому зарплатню. На виправдання клубу про відсутність грошей юний футболіст відповідав, що він вважає за честь грати за команду з рідного міста. У 1970 році призивався на військову службу, наступного року повернувся до «Коритиби». Дебютував Дірсеу в команді у товариському матчі проти болгарського клубу ЦСКА з Софії, а перший свій м'яч забив у ворота «Атлетіку Паранаенсе» 6 лютого 1972 року на 39 хвилині гри чемпіонату штату Парана з футболу. Дірсеу зі своєю рідною командою двічі поспіль (у 1971 і 1972 роках) вигравав чемпіонат штату Парана, взявши участь у 57 матчах чемпіонату.
У 1973 році здібного півзахисника помітили у клубі «Ботафогу» з Ріо-де-Жанейро, у якому на той час грав також відомий у минулому футболіст збірної Бразилії Жаїрзіньйо. Із ним Дірсеу часто ділив кімнату на базі команди, а досвідченіший Жаїрзіньйо в значному ступені навчав молодшого колегу навичкам гри.
У 1976 році Дірсеу отримав запрошення від одного із найсильніших клубів Ріо цього часу — «Флуміненсе». У цьому клубі на той час грала ціла компанія відомих бразильських футболістів — Роберто Рівеліно, Едіньйо, Карлос Альберто. У цій компанії Дірсеу уперше виграв Лігу Каріока вже у перший рік перебування у «Флуміненсе». У 1977 році футболіст стає гравцем клубу «Васко да Гама», у якому також підібрався сильний склад гравців — Роберто Динаміт, Орландо Песанья та інші сильні гравці. У цій команді Дірсеу також став переможцем Ліги Каріока в перший же рік перебування в команді. У 1978 році, після чемпіонату світу, «Васко-да-Гама» за 600 тисяч доларів поступається правами на Дірсеу мексиканському клубу «Америка». Проте у одному із найсильніших мексиканських клубів бразилець не зумів здобути нових титулів, і за рік покинув Мексику.
1979 року уклав контракт з клубом «Атлетіко». Перший рік у складі іспанського клубу зіграв 24 матчі, у яких відзначився 5 забитими м'ячами. У другому сезоні відзначився 9 забитими м'ячами у 28 зіграних матчах, а іспанський клуб став третім призером Прімери. У третьому сезоні в Іспанії не зумів зіграти на повну силу у зв'язку із операцією на мигдаликах та розтягненням м'язів, хоча й у цьому сезоні відзначився 4 забитими м'ячами у 32 матчах чемпіонату, але клуб цього разу зайняв лише 8 місце у першості.
У 1982 році Діррсеу вирішив змінити клуб. Він мав пропозиції від кількох італійських команд, включно з Ромою, де вже виступав його співвітчизник і партнер по збірній Фалькао, але у зв'язку із закриттям трансферного вікна зумів укласти контракт із скромнішою «Вероною». Хоча тренер веронців Освальдо Баньйолі не дуже бажав приходу Дірсеу в клуб, але прихід бразильця значно пожвавив закупівлю сезонних абонементів на матчі клубу. Хоча з приходом до лав «Верони» Дірсеу гра команди значно посилилась, клуб зайняв 4 місце у чемпіонаті та кваліфікувався до Кубку УЄФА, а у фіналі кубку лише в додатковий час у повторній грі поступилась «Ювентусу», головний тренер команди не бачив місця в основному складі для Дірсеу. Футболіст отримує запрошення від клубу з півдня Італії — «Наполі», із яким підписує контракт на три роки загальною сумою 450 тисяч доларів, а «Верона» отримує 375 мільйонів лір компенсації за перехід гравця. У неаполітанському клубі Дірсеу зіграв за сезон 30 матчів у Серії А, візначився 5 забитими м'ячами та допоміг клубу уникнути вильоту в нижчий дивізіон. Але керівництво клубу вирішило посилити склад команди зірковими аргентинцями Дієго Марадоною та Даніелем Бертоні, що змусило Дірсеу покинути «Наполі», оскільки за тогочасними правилами у клубах серії А не могло бути більше 2 іноземних гравців. Клуб вимушений був виплатити Дірсеу компенсацію в розмірі 500 мільйонів лір (близько 462 тисяч доларів США). Дірсеу вирішує продовжити свою кар'єру в іншому клубі серії А — «Асколі». Але в цій команді Дірсеу виступав також лише протягом одного сезону, і вимушений був покинути команду після конфлікту з президентом клубу Костантіно Роцці. «Асколі» вибув до серії В, а Дірсеу відбув до Північної Італії, де підписав контракт із клубом із Ломбардії «Комо», та був тепло зустрінутий фанатами клубу. У новій команді Дірсеу не відразу зумів налагодити стосунки з партнерами, але новий тренер команди Ріно Маркезі довіряв бразильцю, і це принесло свої плоди — 30 січня 1986 року «Комо» переграє іменитий «Ювентус» із рахунком 1:0. Проте після закінчення сезону Дірсеу стає гравцем іншої команди серії А — «Авелліно». У цій команді бразильський півзахисник також грав лише протягом одного року, і, згідно точки зору частини журналістів, це був найкращий рік його виступів у Італії. Після тривалих виступів за кордоном у кінці 1987 року повертається у свій колишній клуб «Васко да Гама», яким керував відомий тренер Себастьян Лазароні. Із клубом Дірсеу утретє виграє Лігу Каріока, а після виграшу чемпіонату штату нетривалий час грає у команді другого дивізіону США (ASL) «Маямі Шаркс», яким керував його старий друг Карлос Альберто Торрес.
у 1989 році Дірсеу вирішує повернутись грати до Європи. Але цього разу він підписав угоду з напіваматорською командою з четвертого італійського дивізіону «Еболітана» з міста Еболі. Причиною цього було близьке знайомство із президентом клубу. Із приходом Дірсеу та його колишнього партнера по «Флуміненсе» Рубена Галаксе значно зросла популярність місцевої команди, вболівальники якої мріяли про вихід у серію С, хоча навіть досвід Дірсеу не допоміг команді вийти до третього дивізіону. У 1991 році Дірсеу переходить до складу іншого нижчолігового італійського клубу — «Беневенто» з однойменного міста., а 25 вересня 1991 року організовує свій прощальний матч у Неаполі. За рік Дірсеу покинув «Беневенто», і грав у італійських футзальних клубах «Болонья» та «Джампаолі» з Анкони, проте без особливого успіху. Пізніше, у 1993 році, Дірсеу повертається у великий футбол, граючи в турецькому клубі «Анкараспор».
Останнім професійним клубом Дірсеу став «Атлетіко Юкатан», який грав у другому мексиканському дивізіоні, у якому вже досвідчений бразилець дебютував у січні 1995 року, де і закінчив свою футбольну кар'єру прощальним матчем на стадіоні «Халіско» у Гвадалахарі у присутності 50 тисяч глядачів.
Після закінчення футбольної кар'єри Дірсеу вирішив повернутись до Бразилії. За тиждень після приїзду на батьківщину, 15 вересня 1995 року, повертаючись із тренувальної гри у футбол разом із своїм італійським другом Паскуале Саціо, на власному автомобілі потрапив у аварію в районі Ріо-де-Жанейро Барра-да-Тіжука. Під час аварії відбулось лобове зіткнення автомобіля Дірсеу з іншою машиною, яка значно перевищила швидкість. Після зіткнення автомобілів Дірсеу та його італійський друг загинули на місці аварії.

## Виступи за збірну
У 1972 році головний тренер олімпійської збірної Бразилії Маріо Загалло запросив Дірсеу до команди, яка готувалась до Олімпіади, що проходила у Західній Німеччині. Але бразильська збірна виступила на турнірі невдало — двічі програла збірним Ірану (0:1) і Данії (2:3) та зіграла внічию (2:2) з угорською збірною, та посіла останнє, четверте місце в групі, припинивши боротьбу за олімпійське «золото». На цьому турнірі Дірсеу двічі відзначився забитими м'ячами — у ворота данської та угорської збірних. Усього, з урахуванням товариських матчів, Дірсеу зіграв за олімпійську збірну 12 матчів, у яких тричі відзначився забитими м'ячами.
1973 року Маріо Загалло, який очолив і національну збірну, вперше запросив Дірсеу до головної команди країни. Перший матч у складі національної збірної Дірсеу зіграв 13 червня 1973 року у Відні проти збірної Австрії. У 1974 році головний тренер включив Дірсеу до складу команди на чемпіонат світу 1974 року. На цьому турнірі Дірсеу зіграв у 4 матчах, у яких забитими м'ячами йому не вдалось відзначитись. Команда Бразилії вийшла до другого групового турніру, але після поразки від збірної Нідерландів вимушена була продовжити боротьбу лише за третє місце на турнірі, але й у матчі за «бронзу» поступилась збірній Польщі 0:1.
У 1978 році новий головний тренер національної збірної Клаудіо Коутіньйо запросив Дірсеу до збірної, що готувалась до участі в чемпіонаті світу в сусідній Аргентині. Дірсеу розглядався Коутіньйо як основний гравець середини поля. Дірсеу зіграв майже усі контрольні матчі збірної перед першістю світу. під час самого чемпіонату він практично постійно знаходився на полі, лише у матчі зі збірною Швеції вийшовши на заміну на 81 хвилині матчу. У 7 проведених на турнірі матчах Дірсеу відзначився 3 забитими м'ячами. Хоча збірна Бразилії стала єдиною командою на тогорічному чемпіонаті світу, яка не програла жодного матчу, внаслідок формули розіграшу турніру вона зайняла лише третє місце, поступившись у другому груповому турнірі майбутнім переможцям — аргентинцям — лише по різниці забитих і пропущених м'ячів, та обігравши у матчі за третє місце італійців 2:1. Головний тренер збірної Кутіньйо оголосив бразильців «моральними чемпіонами світу», хоча для футболістів це було й невеликою втіхою. Для самого Дірсеу втіхою стало вручення йому Бронзового м'яча чемпіонату світу, як третього футболіста турніру, після Маріо Кемпеса і Паоло Россі. У цьому ж році Дірсеу був визнаний третім футболістом Південної Америки після Кемпеса та аргентинського воротаря Убальдо Фільйоля.
У 1982 році новий тренер збірної Бразилії Теле Сантана знову запросив Дірсеу до складу команди на чемпіонату світу в Іспанії. Проте цього разу Дірсеу вже не був основним гравцем команди, і зіграв на чемпіонаті лише перший тайм матчу зі збірною СРСР, після чого був замінений на Пауло Ізідоро. На цьому чемпіонаті збірна Бразилії вибула з подальшої боротьби після другого групового турніру, поступившись у видовищному матчі збірній Італії 2:3 після хет-трику Паоло Россі. Причиною цієї поразки багато оглядачів називали те, що у Бразилії збірну вже заздалегідь назвали переможцями першості, що негативно вплинуло на гравців. Сам Дірсеу також поділяв цю думку.
у 1986 році Теле Сантана, який знову очолив бразильську збірну, запросив Дірсеу до складу збірної, що готувалась до чемпіонату світу 1986 року, який був перенесений з Колумбії до Мексики. Проте 15 травня 1986 року Дірсеу на тренуванні збірної отримав травму, та був замінений на молодого Едівальдо. Це пошкодження в результаті завадило футболістові стати другим після Пеле бразильцем, який зіграв на чотирьох чемпіонатах світу поспіль. Після цього Дірсеу більше не викликався до складу збірної. Усього у національній збірній Дірсеу зіграв у 30 офіційних матчах, у яких відзначився 7 забитими м'ячами, а з урахуванням неофіційних матчів він зіграв у головній бразильській збірній 44 матчі, у яких забив 7 м'ячів.

## Особисте життя
У сім'ї Дірсеу, крім самого футболіста, були ще брат і дві сестри. Дірсеу одружився у 1977 році, його дружину звали Ванія. Його старший син, як і сам футболіст, носив ім'я Жозе Дірсеу. У футболіста було троє синів, а у момент загибелі його дружина була на сьомому місяці вагітності.

## Вшанування пам'яті
У 2001 році новозбудований стадіон у місті Еболі в Італії, на якому грає команда «Еболітана», а команда із вищих італійських дивізіонів «Салернітана» використовує як свою тренувальну базу, отримав ім'я «Стадіо Комунале Дірсеу Хосе Гімарайнш» на честь Дірсеу. Це ім'я вибрали вболівальники місцевого клубу в пам'ять про Дірсеу, який тривалий час жив у Еболі, і який вважається найсильнішим футболістом місцевої команди за весь час її існування.

## Перебування в Україні
У червні 1989 року Дірсеу відвідав Київ, де взяв участь у прощальному матчі Олега Блохіна, у якому грав у складі збірної світу та на 56 хвилині матчу відзначився забитим м'ячем у ворота збірної СРСР, ворота якої захищав Станіслав Черчесов.

## Титули і досягнення
- Переможець Ліги Паранаенсе: (2):

«Корітіба»: 1971, 1972
- Переможець Ліги Каріока (3):

«Флуміненсе»: 1976
«Васко да Гама»: 1977, 1988
- Бронзовий призер чемпіонату світу: 1978
- Володар «Бронзового м'яча» третього гравця чемпіонату світу 1978 року
- Третє місце в опитуванні Футболіст року в Південній Америці: 1978